# Pungkie (Sungai Mas)
Pungkie is een bestuurslaag in het regentschap Aceh Barat van de provincie Atjeh, Indonesië. Pungkie telt 154 inwoners (volkstelling 2010).